# La Maison Simons
La Maison Simons, algemeen bekend onder de naam Simons, is een Canadese warenhuisketen met als basis de provincie Quebec en het hoofdkantoor in Quebec City. Het bedrijf heeft meer dan 2.000 medewerkers en had in 2014 een omzet van 300  miljoen Canadese dollar.

## Geschiedenis
La Maison Simons werd opgericht door de familie Simons in Quebec City.
In 1840 opende Peter Simons, de zoon van een Schotse immigrant, een textielwinkel bij St. John's Gate in Quebec waar hij geïmporteerde producten uit Engeland en Schotland verkocht.
In 1870 verhuisde La Maison Simons naar zijn huidige locatie op 20 côte de la Fabrique. Vanaf dat moment groeide de winkel en werd steeds succesvoller. In 1952 bracht de naoorlogse groei nieuwe marktkansen.
Op dat moment trad Donald Simon toe tot de onderneming en vormde de winkels om tot warenhuizen, die toonaangevend waren op modegebied. In 1961 begon een groeifase voor de onderneming met een nieuwe winkel in Place Sainte-Foy, waarbij woondecoratie en nieuwe modemerken voor dertigers en veertigers aan het assortiment werden toegevoegd.
In 2012 breidde Simons uit met zijn zevende en tevens grootste vestiging in de West Edmonton Mall.
Op 27 maart 2013 maakte Simons bekend een nieuwe winkel te openemen in het Rideau Centre in Ottawa in het voorjaar van 2015. De opening vond echter pas plaats in augustus 2016 op de locatie van de voormalige vestiging van Ogilvy op de hoek van Rideau Street en Nicholas Street.
In Gatineau werd op 13 augustus 2015 een nieuwe winkel geopend.
Op 6 december 2013 kondigde Simons de opening van een vlaggenschipwinkel aan in het Square One Shopping Centre in Mississauga, in het voorjaar van 2016. Volgens het persbericht zou de nieuwe winkel een groot deel beslaan van de daar gevestigde Sears store. De winkel opende volgens planning in maart. Begin 2015 werd een nieuwe winkel aangekondigd op de Londonderry Mall in Edmonton, die volgens de planning geopend wordt in het najaar van 2017. Dit is de eerste keer dat Simons buiten Quebec meer dan één vestiging heeft in een stad. Deze opening is de veertiende vestiging van de keten.
De onderneming is nog altijd in handen van de familie Simons.

## Filialen

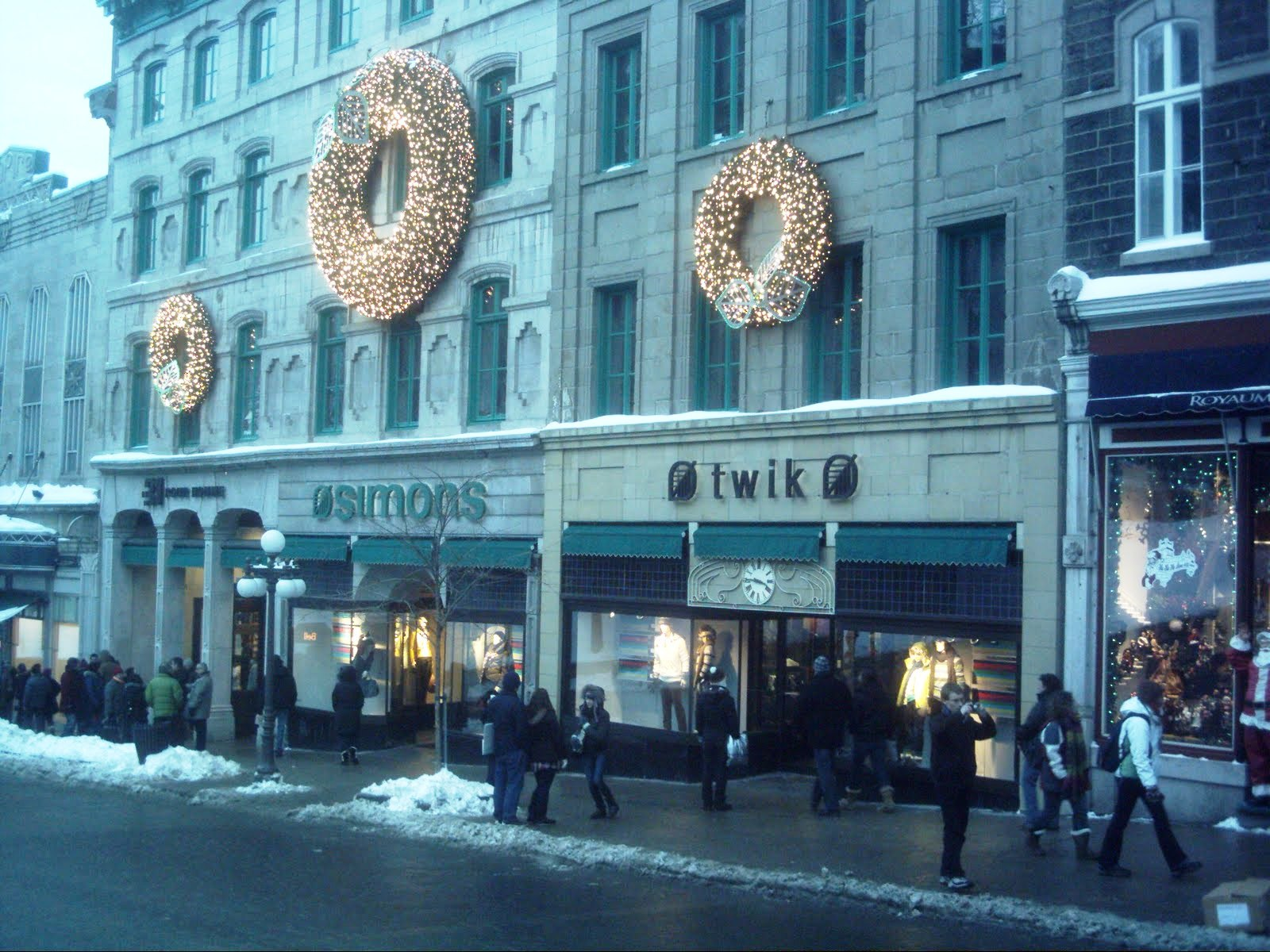
Filiaal in Vieux-Québec

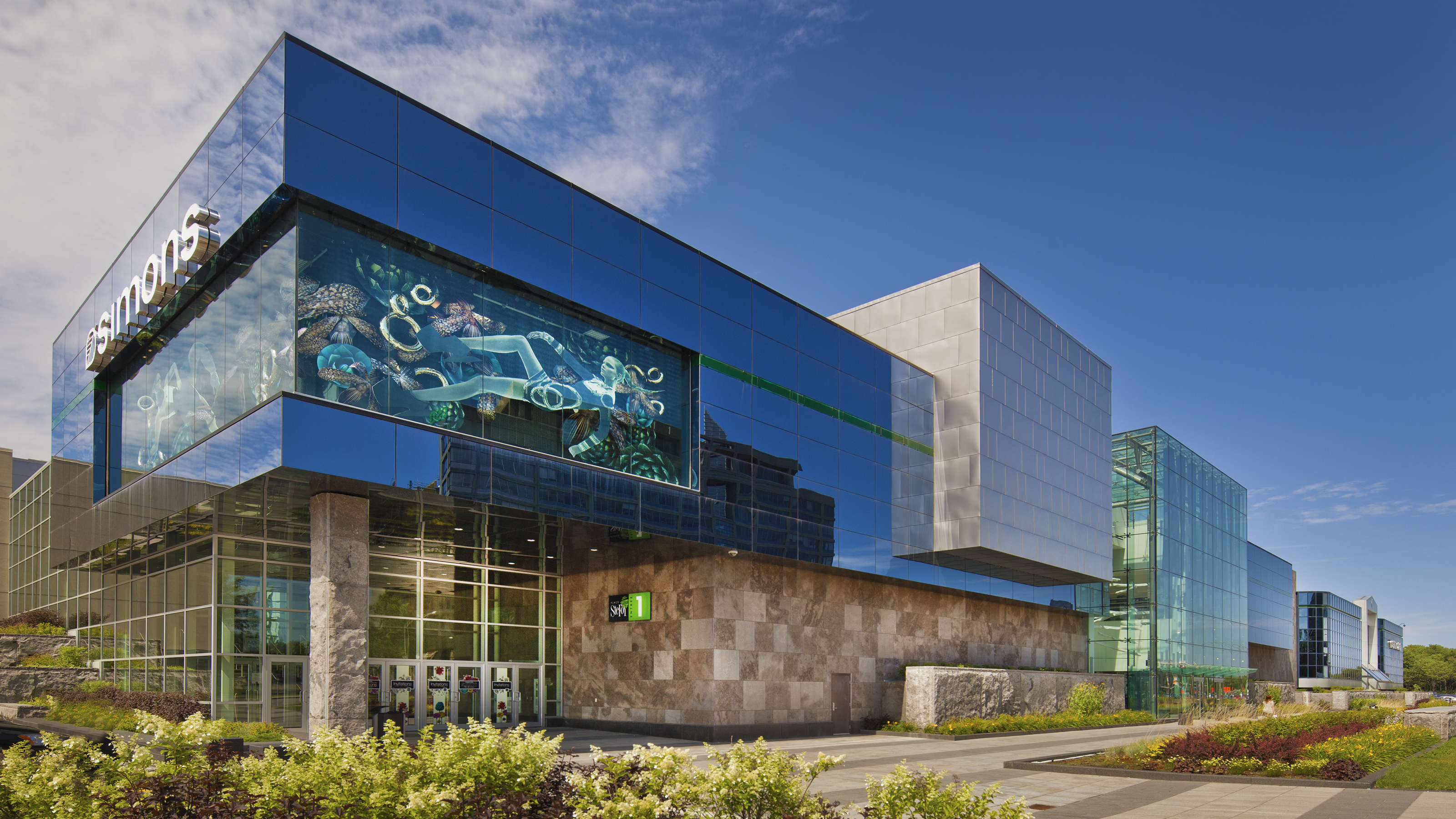
Filiaal in Place Sainte-Foy

De keten heeft vestigingen in Canada in de volgende plaatsen:
- Laval (Carrefour Laval)
- Montreal (Saint Catherine Street, Galeries d'Anjou)
- Quebec City (Old City, Place Sainte-Foy, Galeries de la Capitale)
- Saint-Bruno (Promenades Saint-Bruno)
- Sherbrooke (Carrefour de l'Estrie)
- Gatineau (Les Promenades Gatineau)
- Edmonton (West Edmonton Mall)
- West Vancouver (Park Royal Shopping Centre)
- Mississauga (Square One Shopping Centre)
- Ottawa (Rideau Centre)
- Calgary (The Core Shopping Centre), opening op 16 maart 2017[6]
- Edmonton (Londonderry Mall), deze vestiging wordt geopend in 2017.

De keten heeft kantoren in Londen, Parijs en Hong Kong.

## Cultureel
Ter gelegenheid van het 400-jarig bestaan van de stad Quebec gaf La Maison Simons een gerestaureerde, uit Frankrijk geïmporteerde, fontein aan de stad. Deze fontein stond oorspronkelijk op de Allées de Tourny in Bordeaux en stamt uit het midden van de 19e eeuw. Tijdens de wereldtentoonstelling in Parijs in 1855 won deze een gouden medaille. Aubert Tourny was een Franse intendant, die een grote bijdrage had geleverd aan het verfraaien van Bordeaux, een zusterstad van Quebec City. De fontein werd geplaatst voor het National Assembly of Quebec in april 2007.